# Schloss Zeilitzheim

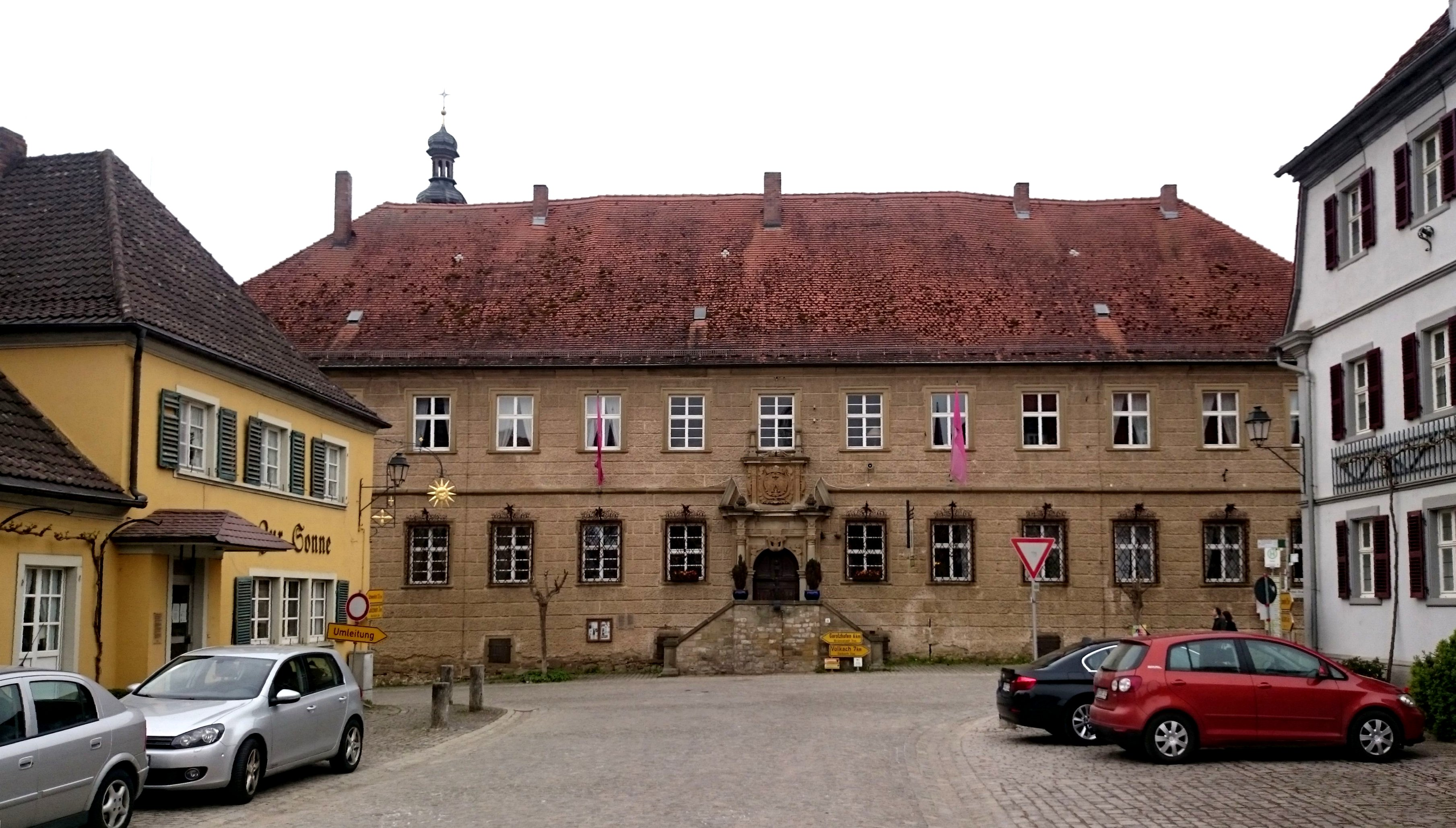
Schloss Zeilitzheim, Portal am Marktplatz

Das Schloss Zeilitzheim ist ein barockes Landschloss im Ortsteil Zeilitzheim der Gemeinde Kolitzheim im Landkreis Schweinfurt, das in den Jahren zwischen 1679 und 1683 erbaut wurde. Der Bauherr war Philipp Gaston Wolf, Graf von Wolfsthal. Im Schloss befindet sich ein Hotel (garni).

## Lage
Das Schloss befindet sich 17 km südlich von Schweinfurt, im östlichen Bereich Mainfrankens und des Fränkischen Weinlandes. Das Schloss liegt am südlichen Ortsrand von Zeilitzheim, zwischen der 4 km südwestlich gelegenen Volkacher Mainschleife und dem 6 km östlich, am Rande des Steigerwalds gelegenen Gerolzhofen. Entlang des Schlossparks fließt die Volkach.

## Geschichte

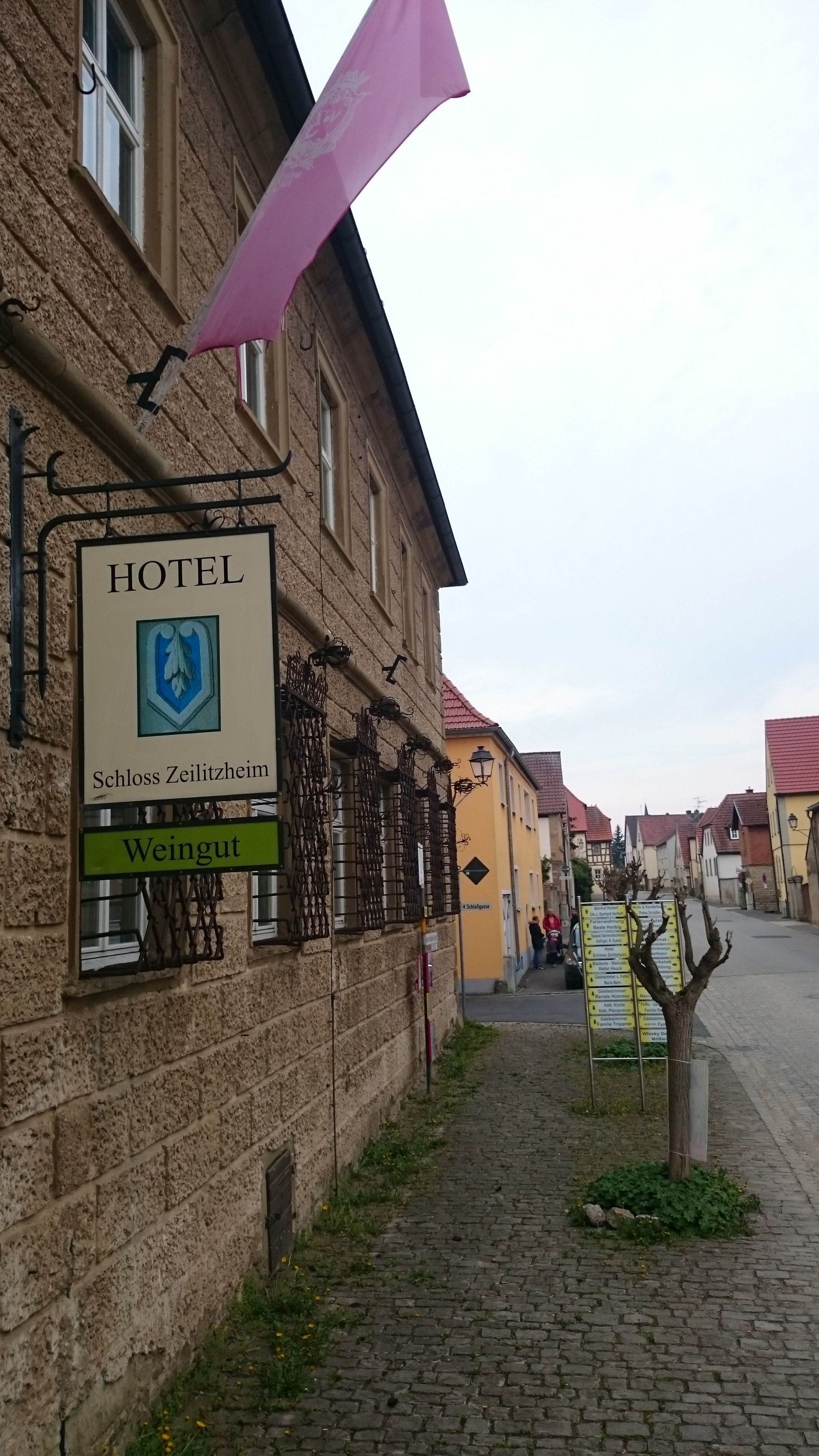
Am Eingang

Philipp Gaston Wolf von Wolfsthal war kaiserlicher Obrist in den Türkenkriegen, Landrichter in Bamberg, Reichsritterschaftshauptmann des Kantons Steigerwald und aller Kantone in Franken, Rat für Mainz, Würzburg und Bamberg. Zu seinem Besitz gehörten Thannstein, Schloss Pillmersried in der Gemeinde Rötz, Burg Schmachtenberg und Schenkenau, zu deren Grafschaft auch Schloss Neuses am Sand gehörte. 1706 wurde er in den Grafenstand erhoben. Als sein einziger Sohn verstarb, nahm er seinen Freund, den Grafen Schönborn-Wiesentheid (?), als Sohn an.
Damian Hugo Philipp von Schönborn-Buchheim wurde der neue Bewohner. Giovanni Francesco Marchini dekorierte den Festsaal um 1735. Die Grafen Schönborn blieben bis Ende der 1950er Jahre die Eigentümer des Schlosses, verkauften es dann aber.

## Heutige Nutzung
Das Schloss befindet sich seit 1979 im Eigentum der Familie von Halem, die es seither restauriert und durch kulturelle Veranstaltungen der Öffentlichkeit zugänglich macht. Diese Arbeit wurde im Jahr 2004 durch das Deutsche Nationalkomitee für Denkmalschutz mit dem Deutschen Preis für Denkmalschutz (Silberne Halbkugel) und im Jahr 2015 mit dem Denkmalpreis der Hypo-Kulturstiftung gewürdigt. Die Restaurierung und Instandhaltung des Schlosses finanzieren die Eigentümer durch die Vermietung von historischen Festsälen und das Betreiben eines Schlosshotels (garni).

Schloss Zeilitzheim
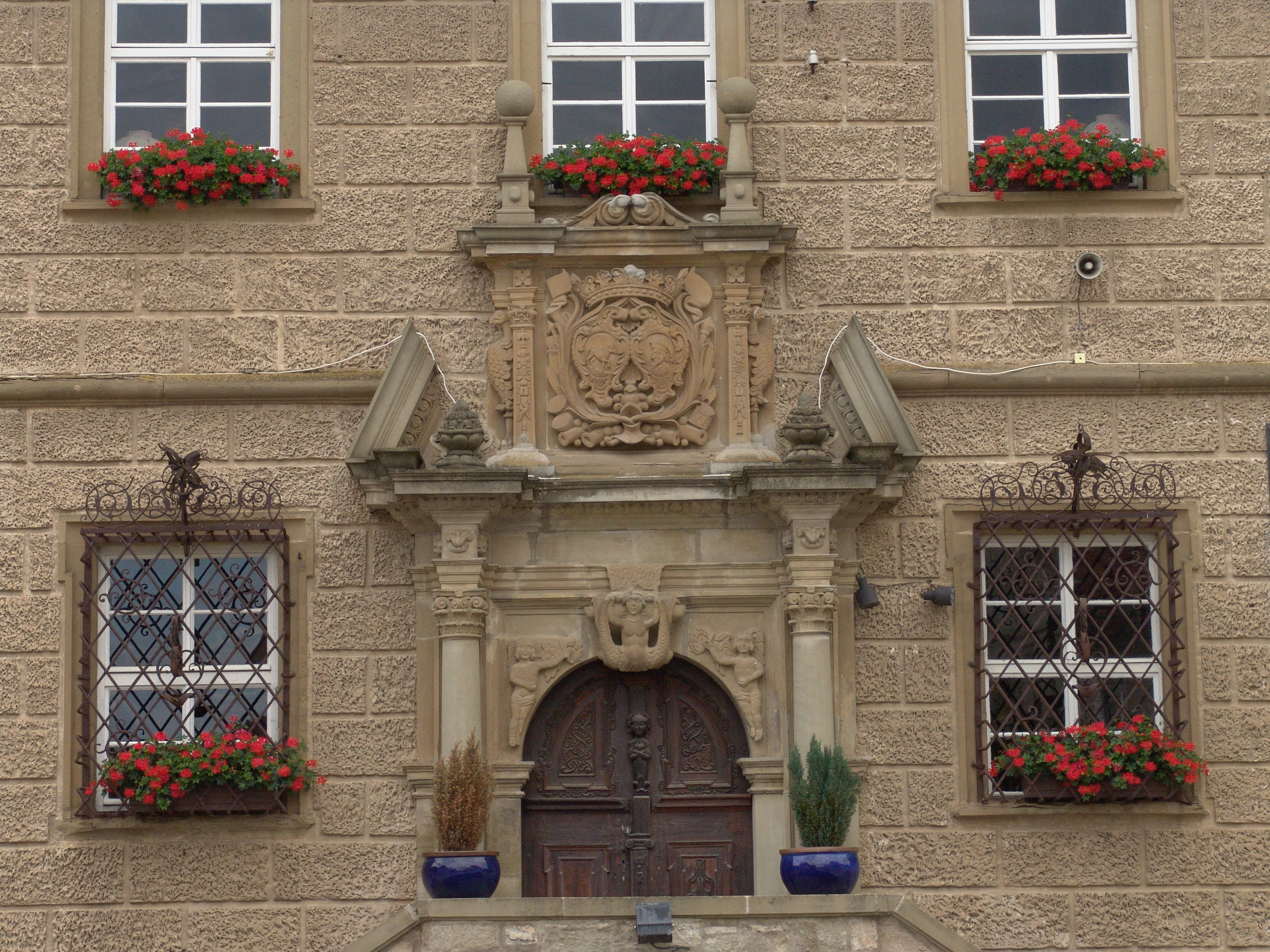
Portal am Marktplatz
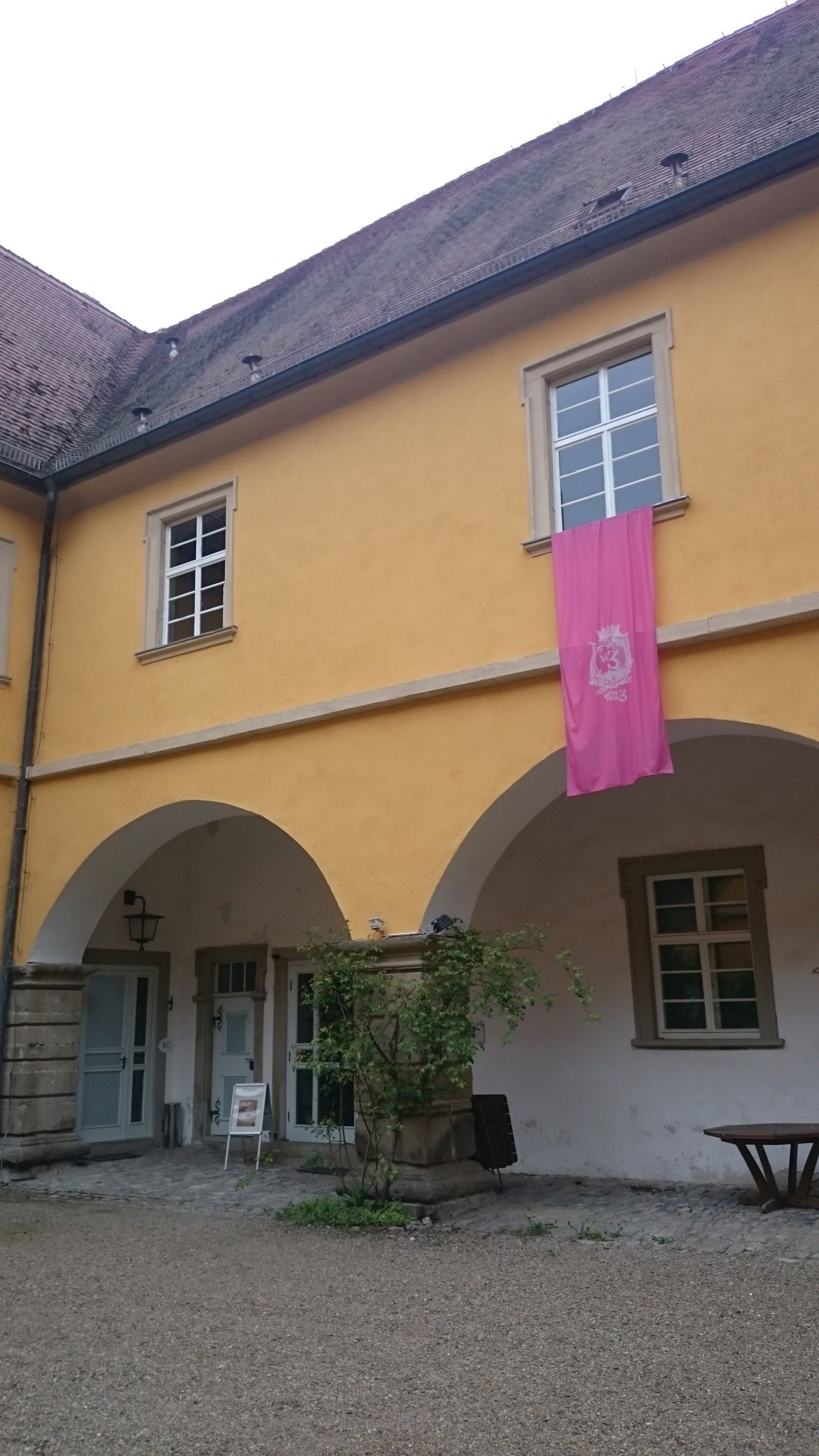
Innenhof
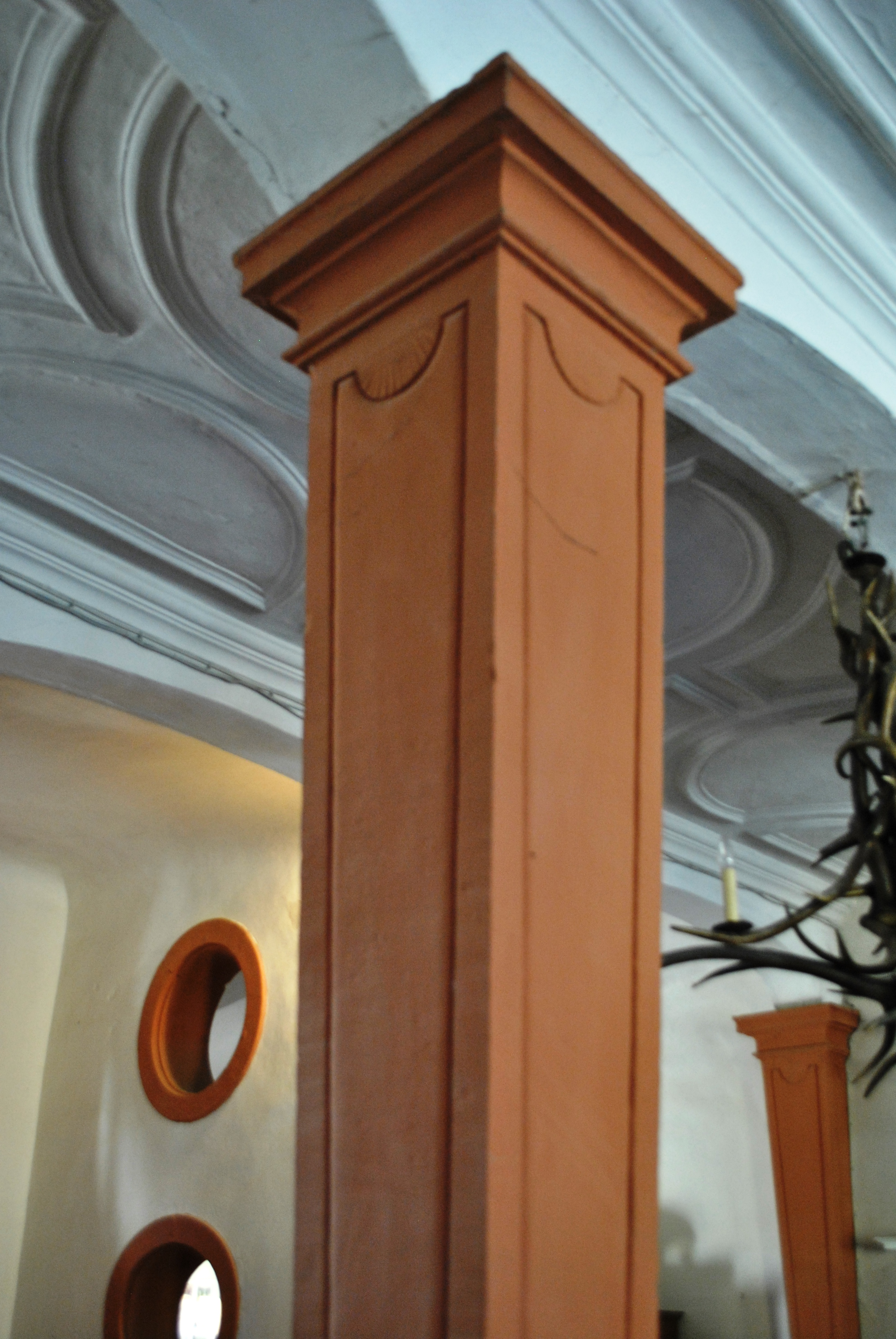
Treppenhaus
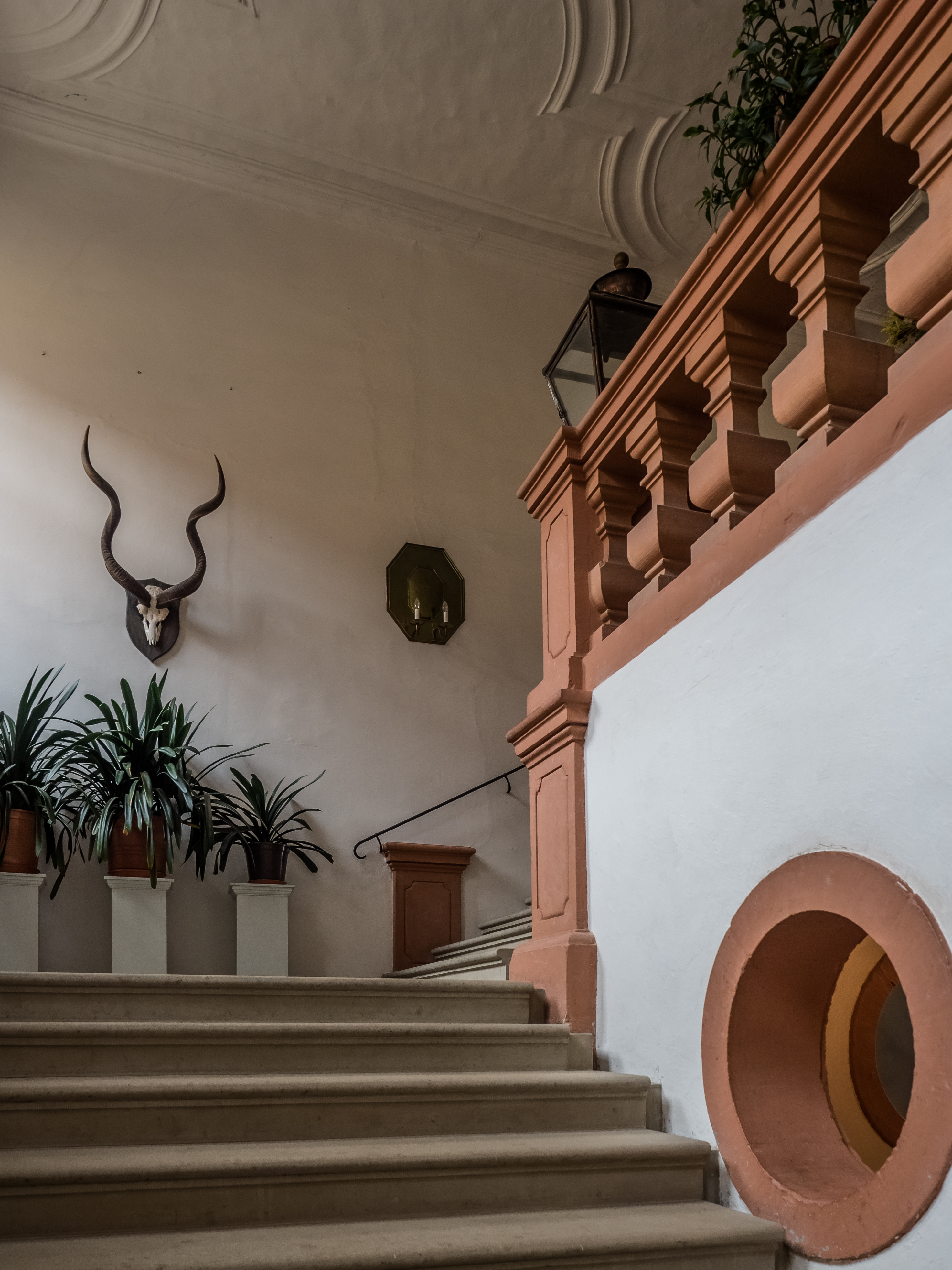
dto.
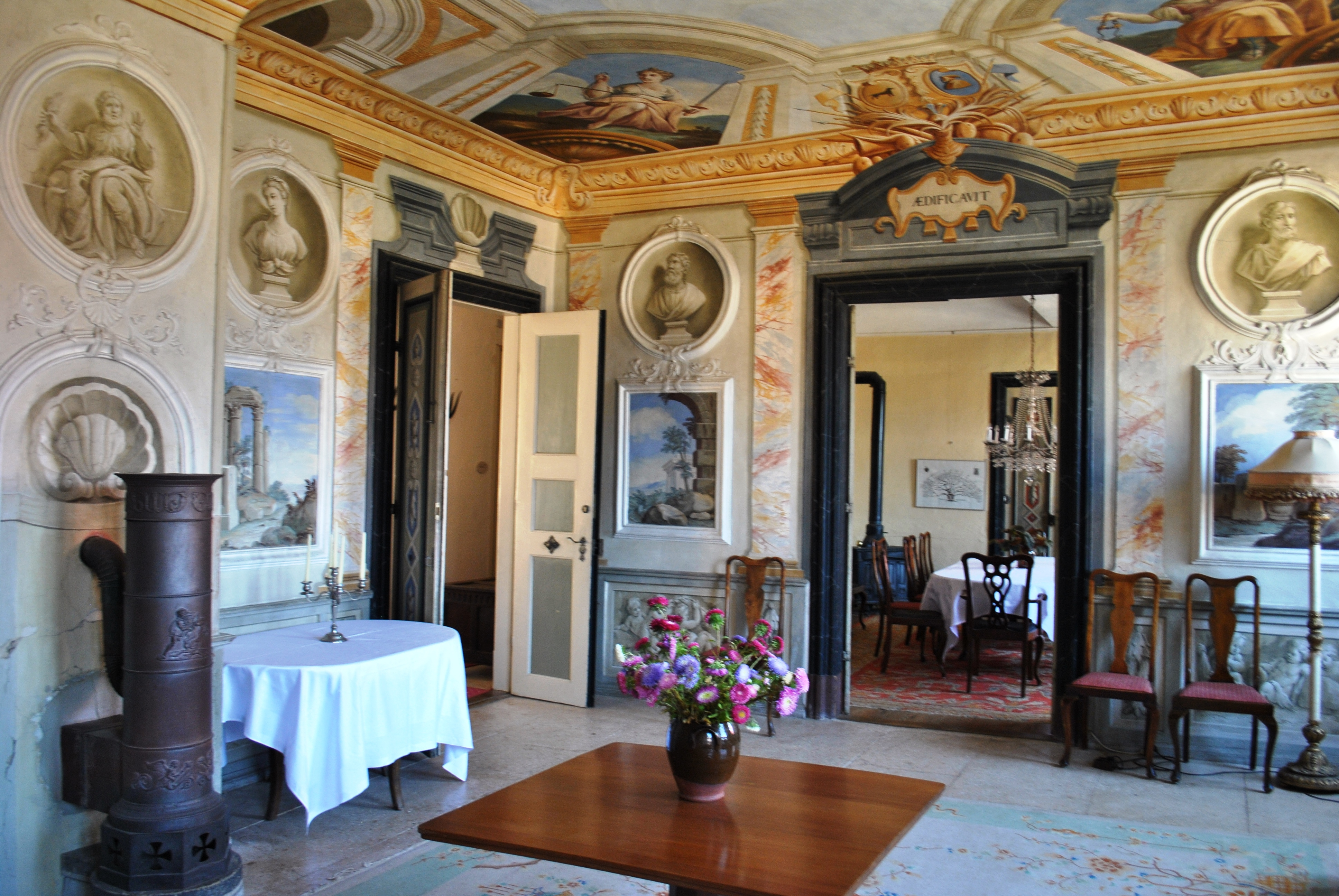
Barockes Interieur
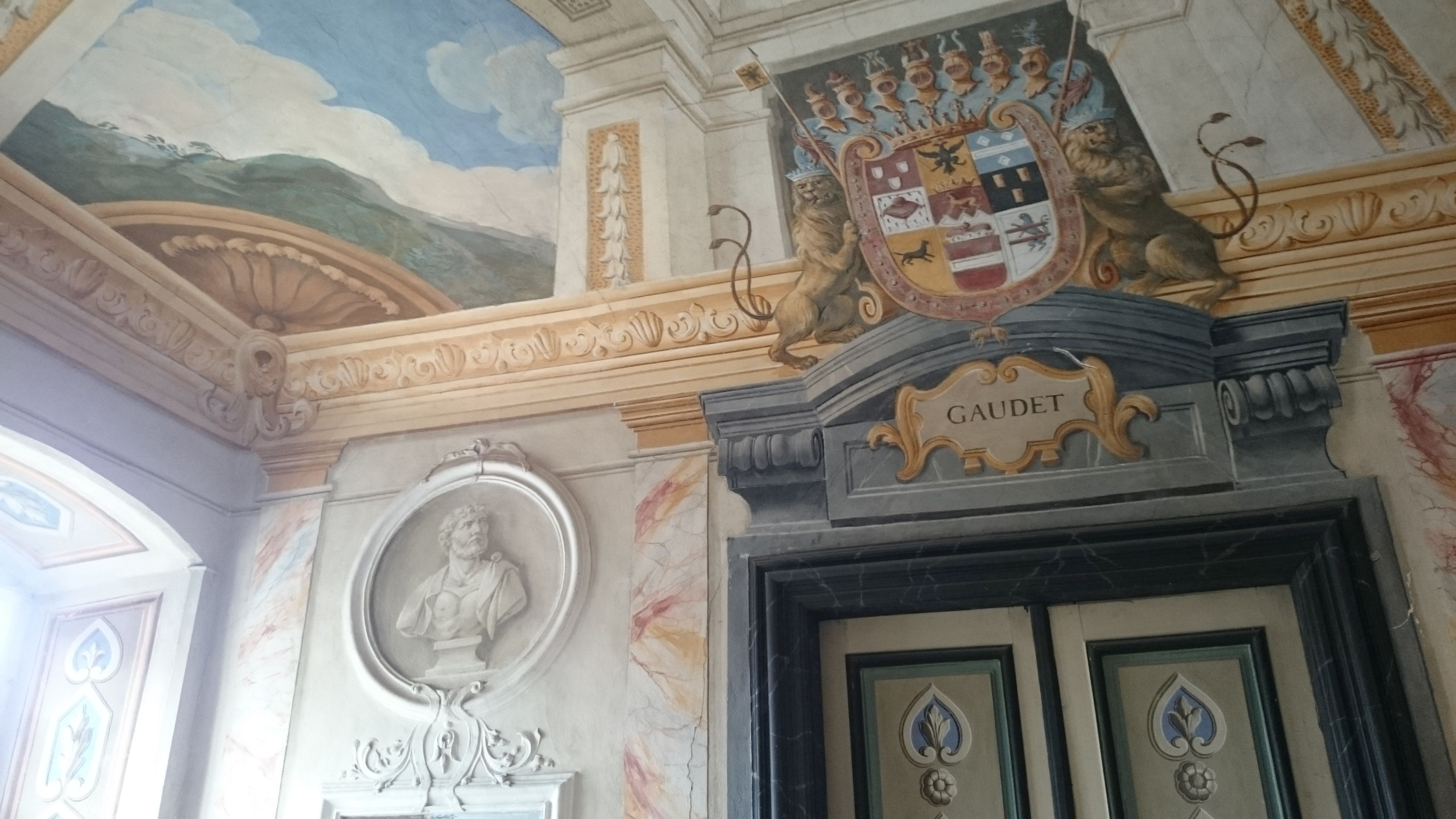
Schönborn-Wappen
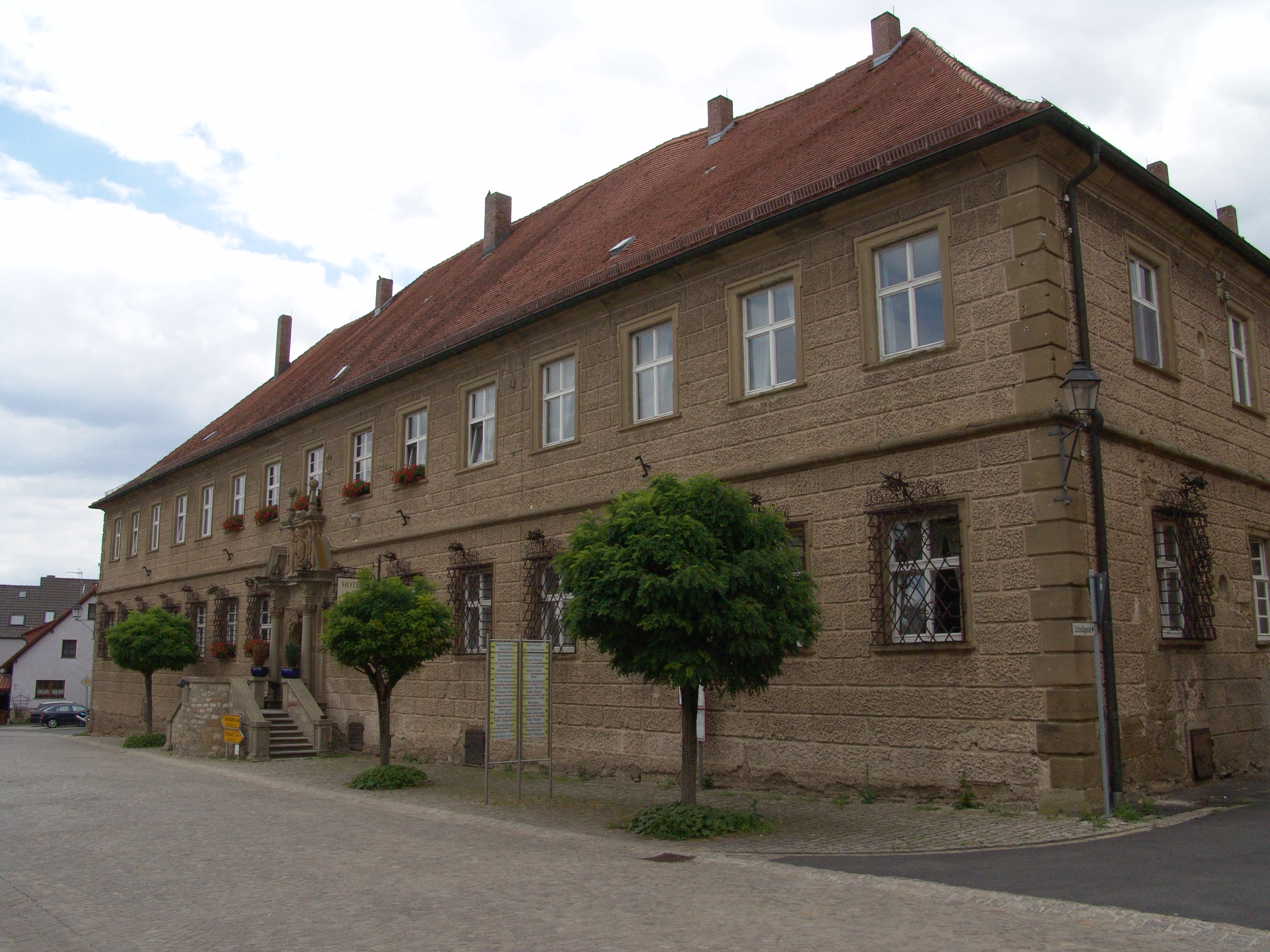
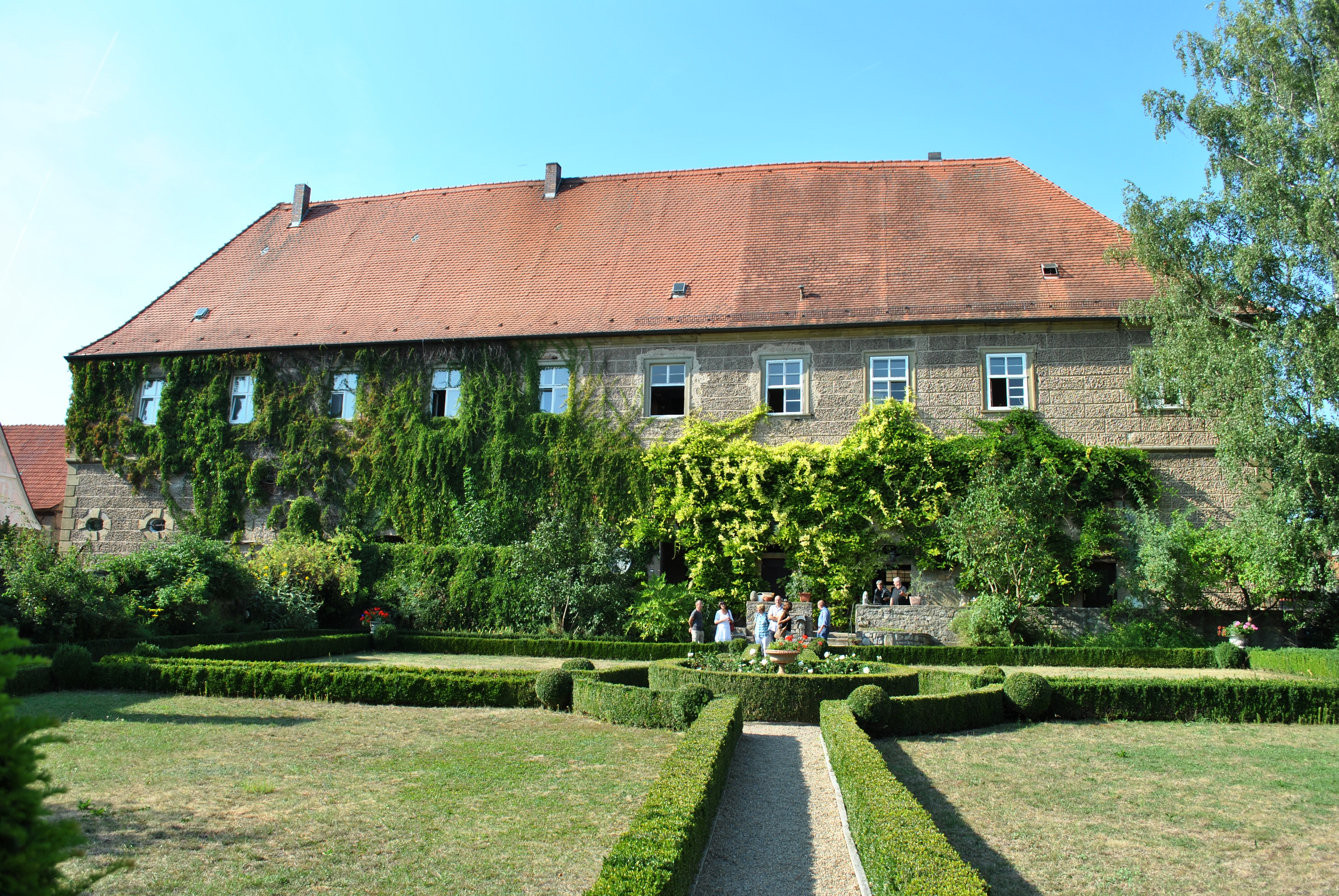
Südseite mit Park
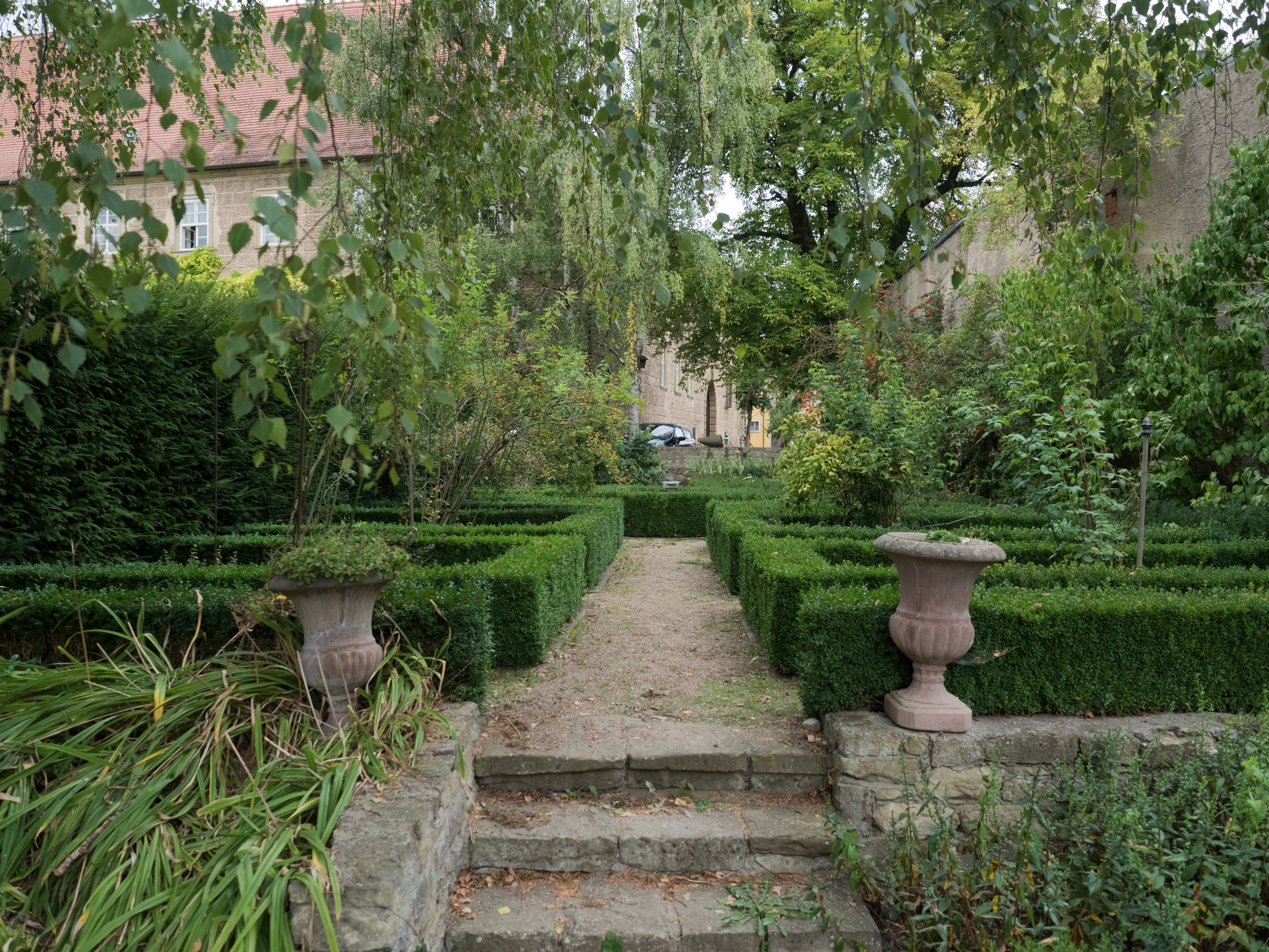
Im Park